# Emanuel Weiss
Emanuel Weiss, född 9 juli 1837 i Rokitnitz, Österrike-Ungern, död 25 maj 1870 i Singapore, var en österrikisk läkare och botaniker. Han utgav bland annat Floristisches aus Istrien, Dalmatien und Albanien.
Auktorsnamnet E.Weiss kan användas för Emanuel Weiss i samband med ett vetenskapligt namn inom botaniken; se Wikipediaartiklar som länkar till auktorsnamnet.